# Francisco Vera
Pour les articles homonymes, voir Vera.
Francisco Javier Vera Manzanares, de son nom complet, né le 18 juillet 2009 à Villeta, est un activiste colombien du changement climatique,,,,. Il a reçu de nombreuses menaces de mort en raison de son militantisme. Le président colombien Ivan Duque a promis que le gouvernement trouverait les "bandits" derrière les messages Twitter menaçant Francisco,,.
Francisco est le créateur de Conversaciones con Francisco, une série Instagram d'Instagram Live où il discute avec des personnes concernées du monde entier en train de changer.

## Activisme
En novembre 2021, Francisco a participé à la Conférence des Nations Unies sur le changement climatique 2021,,, où il a rencontré Greta Thunberg,,,. Il a également rencontré Iván Duque Márquez, président de la Colombie, pour discuter de l'accord d'Escazú,,,.
Il est le fondateur de Guardianes por la Vida, un mouvement social d'enfants luttant contre le changement climatique,,,,.